# Bystra (Żywiec)
Pour les articles homonymes, voir Bystra.
Bystra (prononciation : [ˈbɨstra]) est une localité polonaise de la gmina de Radziechowy-Wieprz, située dans le powiat de Żywiec en voïvodie de Silésie.